# Schwäbischer Vulkan

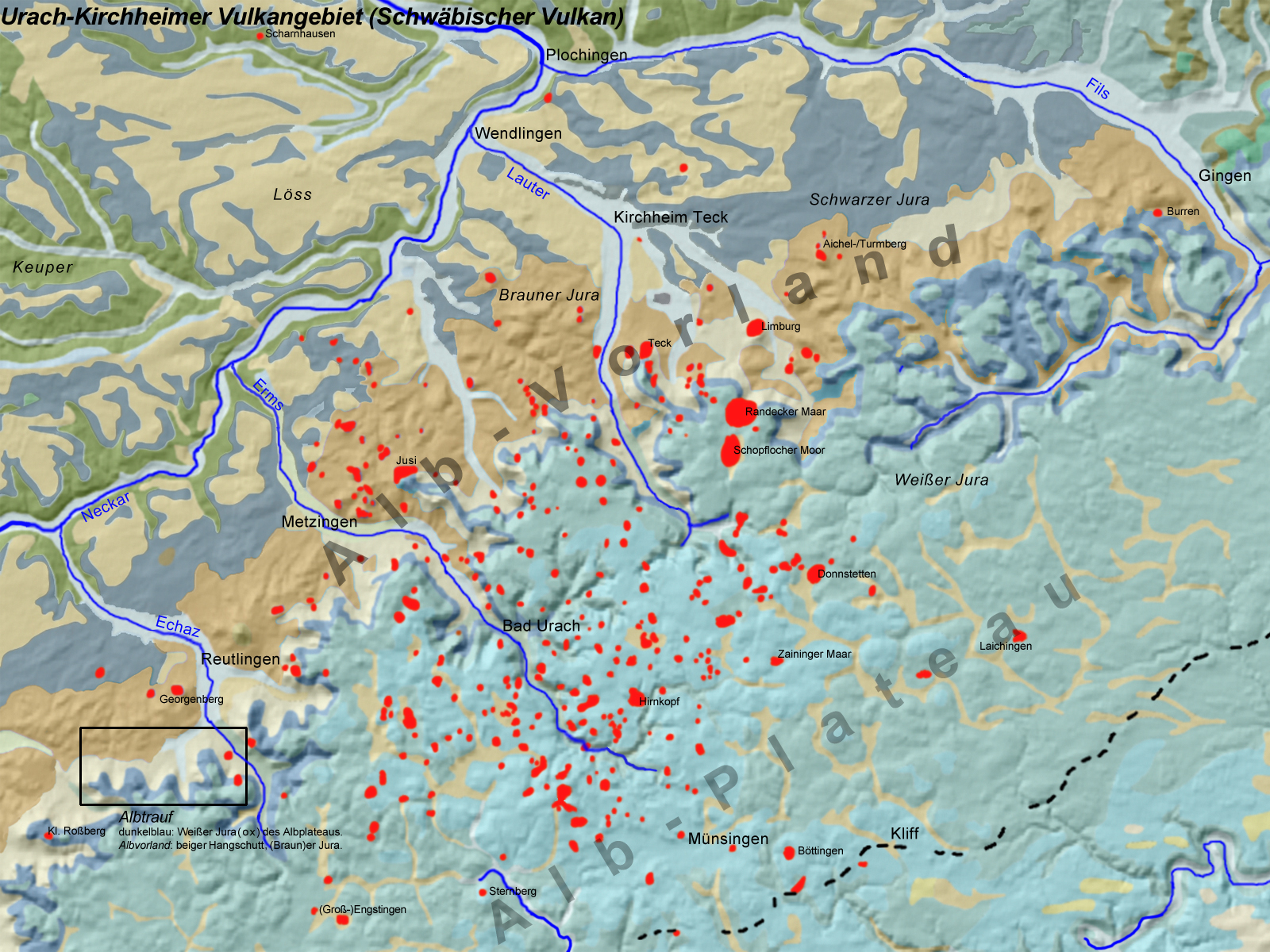
Die geologische Karte der Region um Bad Urach (Urach-Kirchheimer Vulkangebiet) zeigt 356 direkt und indirekt identifizierte Zeugnisse vulkanischer Aktivität (in Rot dargestellt)

Der sogenannte Schwäbische Vulkan ist ein durch tertiärzeitliche vulkanische Aktivität geologisch beeinflusstes Gebiet auf dem Plateau des mittleren Abschnittes der Schwäbischen Alb und dessen nördlichem Vorland. In diesem Vulkanfeld mit 56 Kilometer Durchmesser wurden bisher über 350 Schlote (Diatreme) identifiziert. Zahlreiche verborgene Schlote konnten nur mithilfe geophysikalischer Methoden kartiert werden. Da die vulkanischen Aktivitäten nur im Miozän (vor 17–11 Mio. Jahren) stattfanden, sind nach dieser langen Zeit Vulkanmerkmale nur noch in einigen Fällen wahrnehmbar, in noch weniger Fällen prägend für das Landschaftsbild und ganz selten sind Schlotspitzen an der Oberfläche sichtbar. Am sehr kleinen Scharnhauser Vulkanschlot, rund 23 Kilometer nördlich des heutigen Albtraufs, wurden Gesteinsfragmente des Weißjura (Malm beta) vorgefunden, wo alle drei Jurastufen ansonsten längst abgetragen sind. Im Miozän muss sich das Albplateau folglich noch bis kurz vor Stuttgart erstreckt haben.

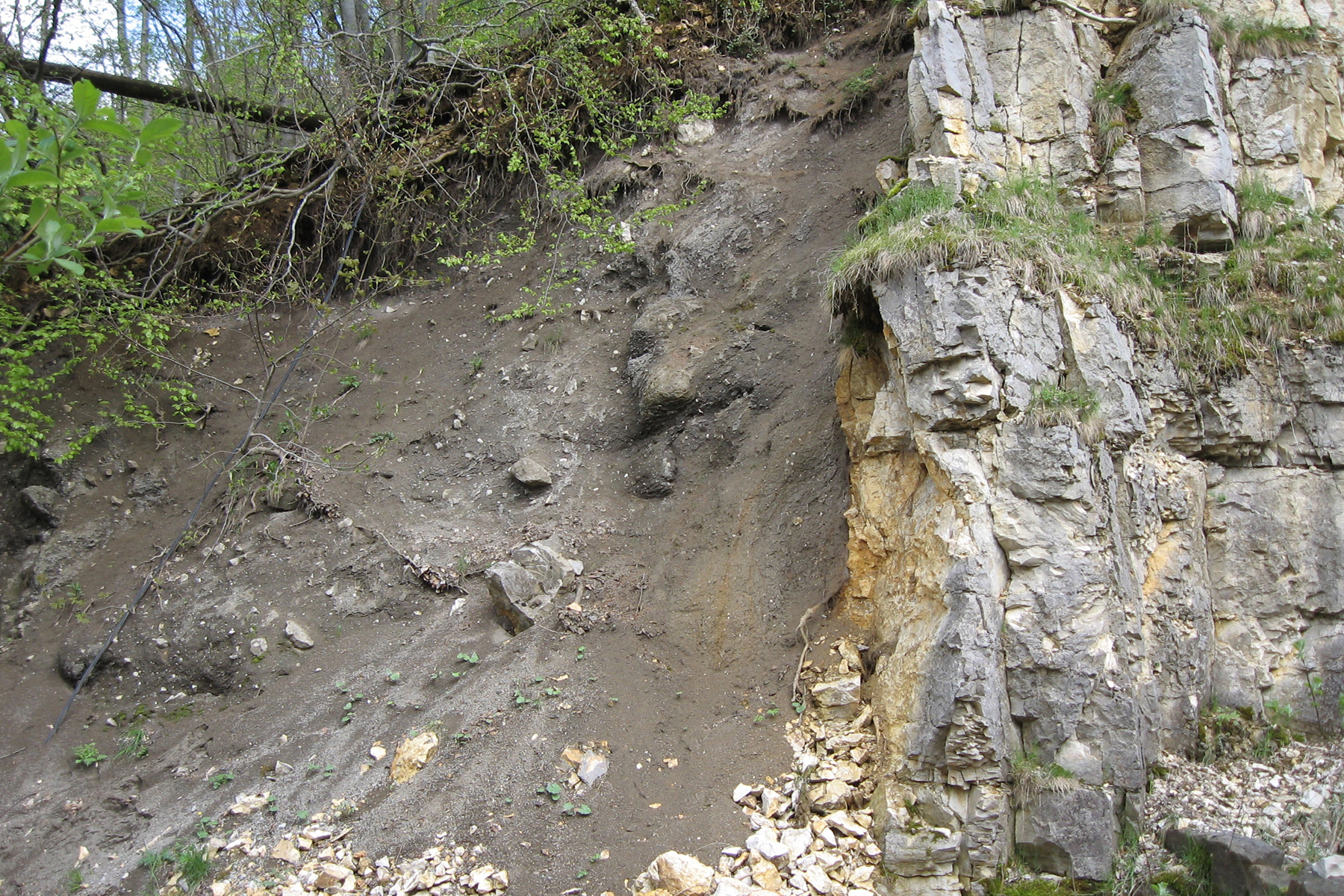
Neuffener Steige: exzellentes Beispiel, wie ein Tuffschlot Weißjuradecken glatt durchschlug

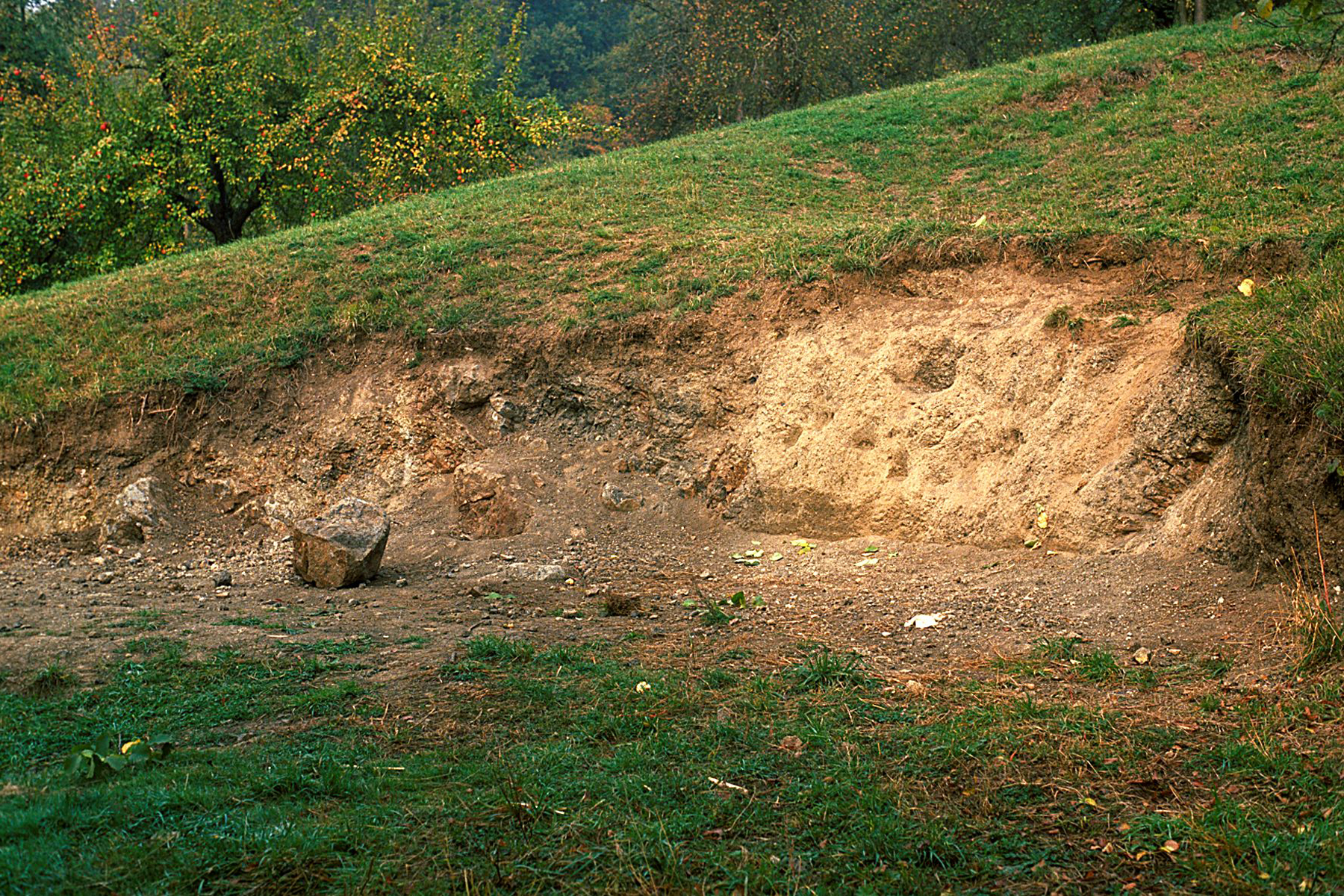
Weißer Jura, Fragmentenfund im Scharnhauser Vulkan

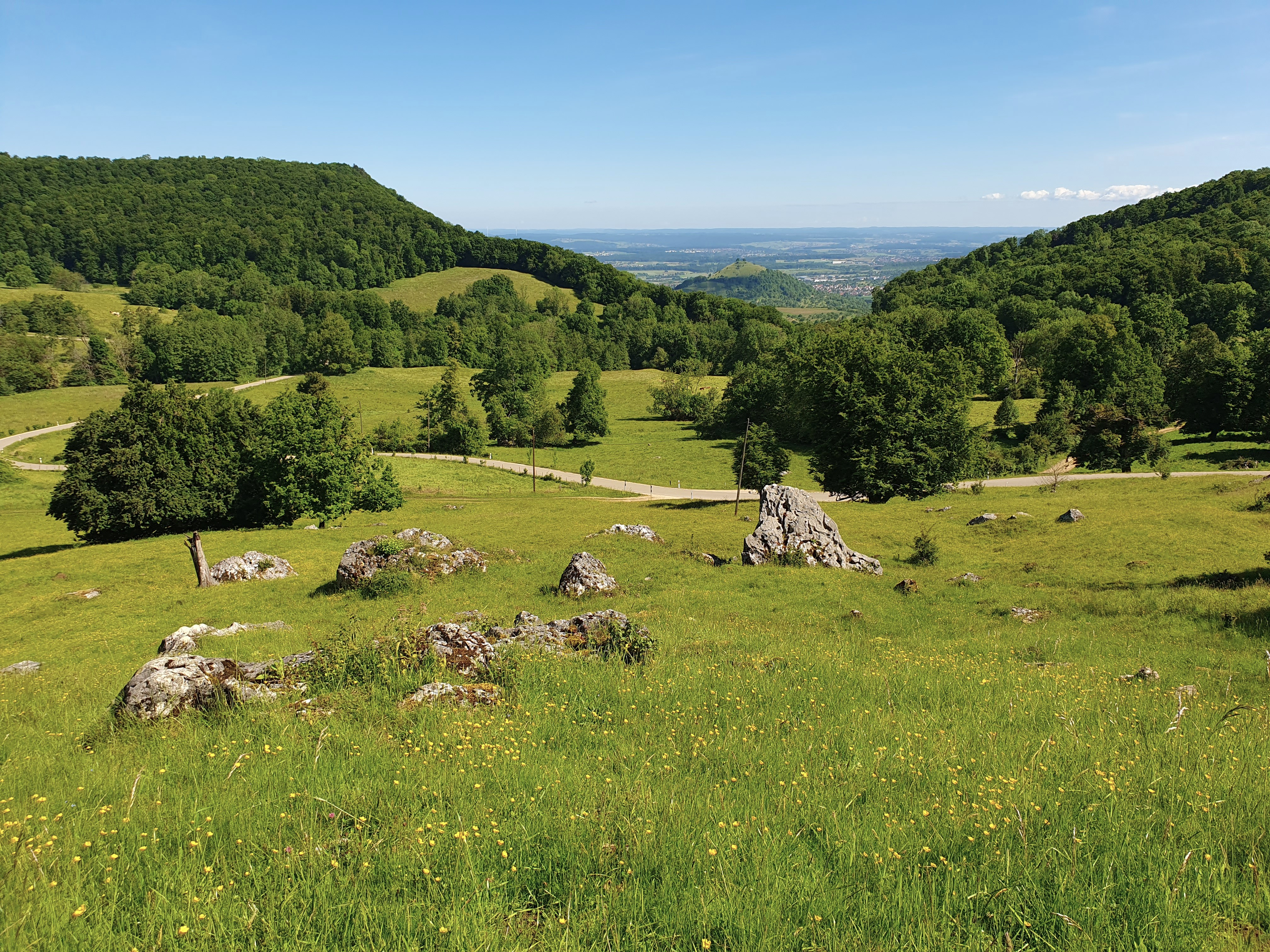
Randecker Maar; hinten: Alb-Vorland-Vulkan Limburg

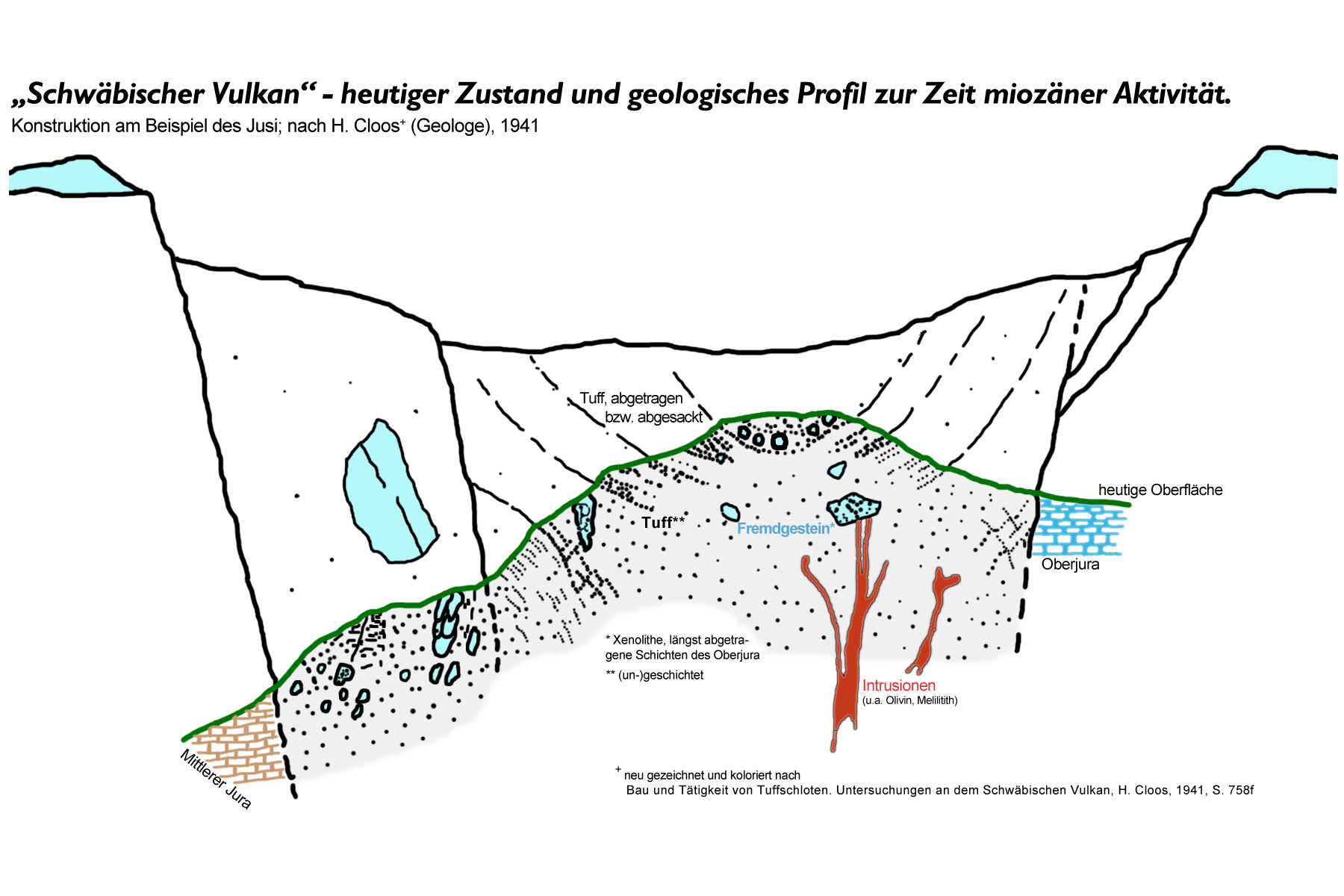
phreatomagmatischer Vulkan, Profil des Jusi

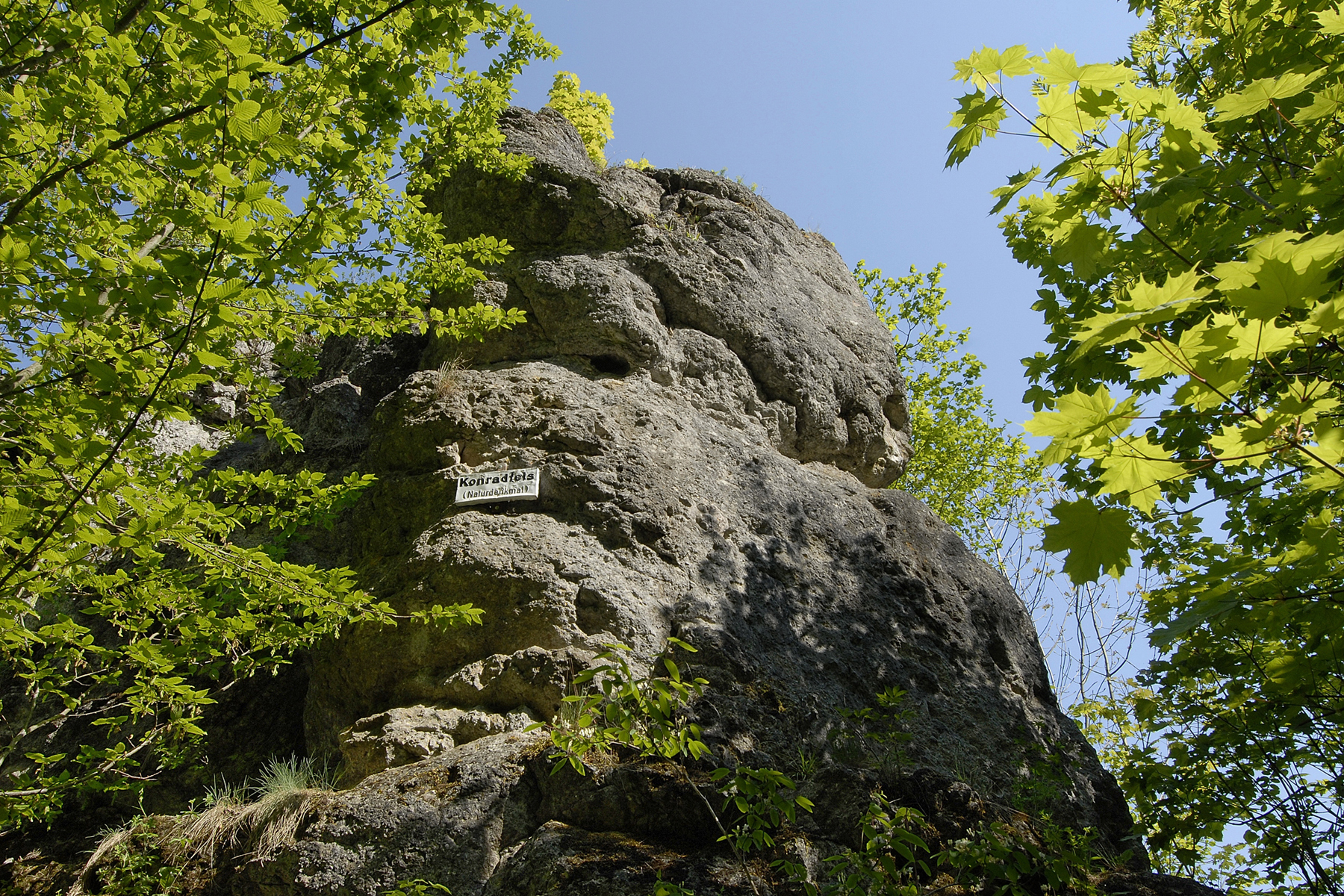
Konradfels, Schlot-Felsnadel, verbackener Vulkanit

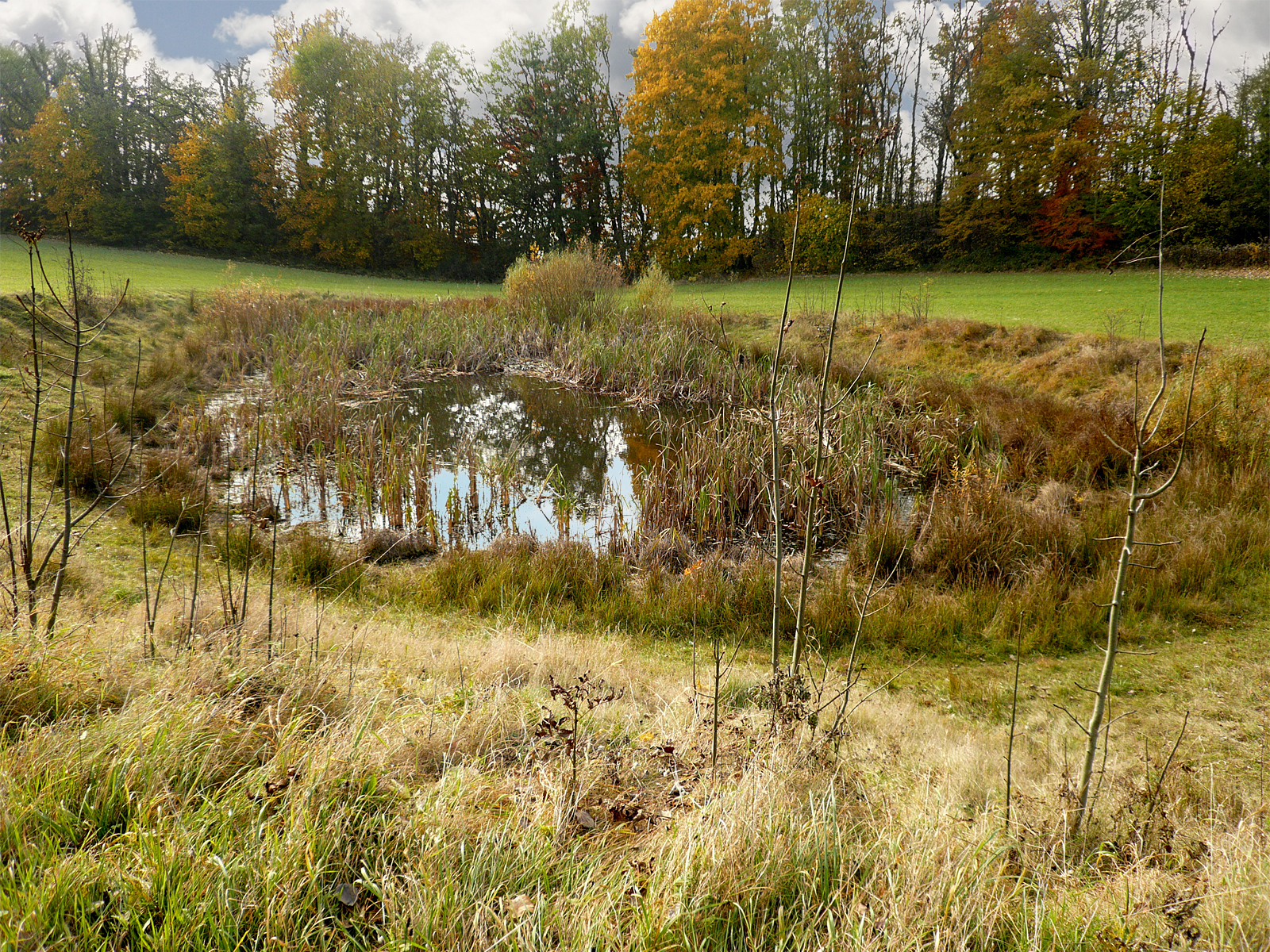
Molach, Erkenbrechtsweiler Halbinsel, wasserstauende Mulde über Tuffschlot

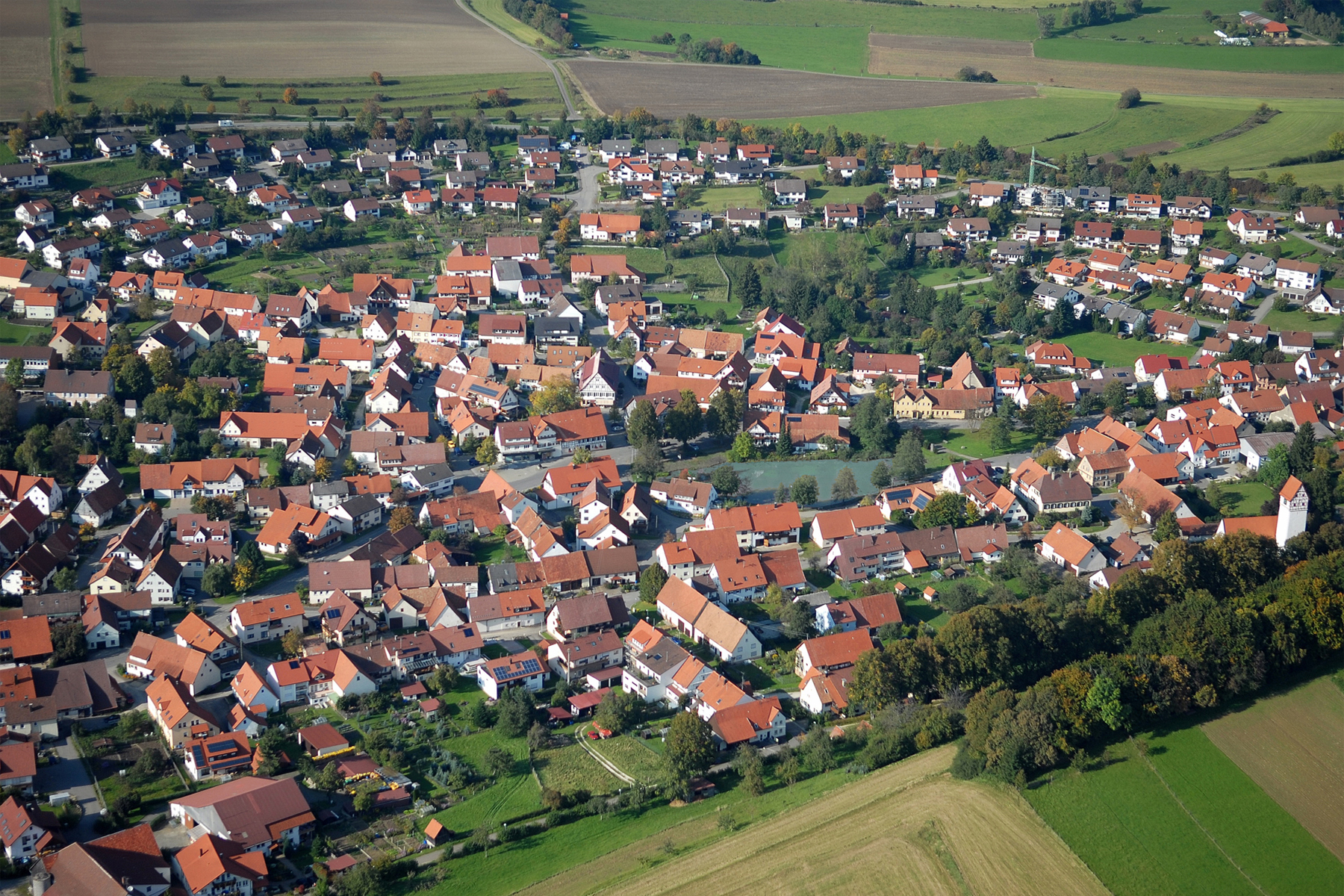
Zainingen, ehemaliger Maartrichter mit Hüle, Schwäbische Alb

## Landschaft im Urach-Kirchheimer Vulkangebiet
Seit dem Erlöschen des Vulkanismus im Miozän (vor ca. 11 Mio. Jahren) ist es zu keinen weiteren Aktivitäten mehr gekommen. Nach dieser langen Zeit sind Vulkanmerkmale nur in einigen Fällen wahrnehmbar und in noch weniger Fällen prägend für das Erscheinungsbild der Landschaften. An der Oberfläche sichtbare Schlotspitzen sind selten. Rhenanische Erosion, Verwitterung und Abtragung des Reliefs des Albplateaus um bis zu 200 m, nördlich des heutigen Albtraufs oft 300 m oder mehr, haben die Tops der Vulkanschlote abgeräumt und die Landschaft überprägt. Ein Übriges haben menschliche Einflüsse bewirkt – Besiedlung, technisierte Landwirtschaft, extensive Flächennutzungen und Arbeitsmigration in das Vorland. Nach der Stilllegung der wenigen Vulkan-Steinbrüche, die es gab, sind auch deren Spuren durch Bewuchs, Zerfall oder Zuschüttung verwischt. Die wasserstauenden Schlottuffeigenschaften sind für die Siedlungen der verkarsteten Schwäbischen Alb seit der flächendeckenden Albwasserversorgung ab 1870 unwichtig geworden. Im Alb-Vorland bildet das vulkanische Gestein oft kuppen- oder kegelförmige Erhebungen, weil die Mitteljura-Schichten weniger verwitterungs- und erosionsresistent als der Schlottuff sind. An den sonnenexponierten Hängen dieser Vulkanit-Härtlinge befinden sich oft Weingärten und Streuobstwiesen.

## Morphologie im Urach-Kirchheimer Vulkangebiet
Geomorphologisch sind drei Landschaftstypen leicht zu unterscheiden:
1. Auf dem Albplateau sind das Schopflocher Moor (ein durch Vulkangestein wassergestautes Hochmoor), das kreisrunde, ausgelaufene Randecker Maar (es wurde aber durch erosive Rückverlegung des Albtraufs bereits kräftig angeschnitten), sowie zahlreiche, zumeist besiedelte Gelände-Eintiefungen landschaftsprägend.
Weil die beckenartigen, heute abgetragenen Tops der Tuffschlote im Gegensatz zum Kalkgestein der Umgebung für Wasser undurchlässig sind, bildeten sich in den Becken bevorzugt Dörfer, denn hier halfen kleine Karstquellen, Brunnen oder Tümpel Wasserknappheit teilweise zu kompensieren – so etwa in Apfelstetten, Auingen, Böhringen, Böttingen, Donnstetten, Dottingen, Erkenbrechtsweiler, Feldstetten, Grabenstetten, Groß- und Kleinengstingen, Gruorn, Hengen, Hülben, Laichingen, Magolsheim, Ochsenwang, Ohnastetten, Rietheim, Sirchingen, Upfingen, Wittlingen, Würtingen, oder Zainingen.
2. Der nächst dem Randecker Maar zweitgrößte und sehr gut erforschte Jusi kann als Paradebeispiel für einen vulkanischen Berg angesehen werden, der mit dem heutigen Albplateau noch teilweise verbunden ist.[5]
3. Die Limburg ist das Paradebeispiel für isolierte Berge, die im mittleren- oder unteren Jura des Alb-Vorlandes liegen. Die namentlich benannten Objekte sind wegen ihrer leicht nachvollziehbaren Vulkanformen auch sehr bekannt.

Zeugenberge, albtraufnah, aber isoliert, oder als Sporn des Albtraufs, werden gerne als eindeutige Zeugen der schwäbischen Erdgeschichte missinterpretiert. Jusi, Limburg, Floriansberg, Aichel- und Turmberg, Georgenberg und andere sind aber nur Pseudo-Zeugenberge! Reutlingen blickt auf zwei ähnliche Kegelberge, Georgenberg und Achalm – vulkanischen Ursprungs ist aber zweifellos nur ersterer. Im das Alb-Vorland dominierenden mittleren Jura tritt das Schlottuffgestein häufig als Härtling auf, dessen fruchtbare Böden aber auch im Hangschutt noch biologisch/ökologisch wirksam herausragen – ähnlich wie am Albtrauf. Als Beispiel für einen vulkanischen Härtling kann der Calverbühl bei Dettingen an der Erms aufgeführt werden, der sich aus mitteljurassischen Sedimenten erhebt.

## Vulkanologie

### Textquellen
Es gibt eine Fülle von Veröffentlichungen, die sich mit vulkanischen Erscheinungen des Urach-Kirchheimer Vulkangebiets befassen. Umfassend haben sich vier Autoren mit der Thematik auseinandergesetzt. 1894/5 hatte Wilhelm Branco „Schwabens 125 Vulkanembryonen“ ausgemacht. Er hatte das Gebiet in ausgedehnten Fußexkursionen erkundigt. Gesteinsproben aus seiner Aufsammlung wurden später im Institut für Mineralogie der Universität Tübingen gelagert und gehen in die Geowissenschaftliche Sammlung über. Darunter befinden sich viele Proben von Aufschlüssen, die schon seit vielen Jahrzehnten im Gelände nicht mehr existieren. 1941 führte Hans Cloos aufgrund zahlreicher Geländebeobachtungen den Begriff „Schwäbischer Vulkan“ in die geowissenschaftliche Literatur ein. 1969 veröffentlichte der Geophysiker Otto Mäussnest, dass er durch seine von 1953–1968 durchgeführten Forschungen 335 Eruptionspunkte bestätigen könne. Durch Mäussnests gravimetrische und geomagnetische Messungen hatte sich die Zahl der Fundstellen nahezu verdoppelt (2015 waren 356 Eruptionspunkte bekannt). 1982 revidierte der Vulkanologe Volker Lorenz Annahmen zum Schwäbischen Vulkan, indem er dessen Vulkanismus als „phreatomagmatischen Eruptionstyp“ einordnete. In dieser Zeit setzte sich die Erkenntnis durch, dass die Explosionskraft nicht von Gas-Lapilli-Gemischen herrührte, sondern von Wasserdampf-Explosionen, sobald heißer Schlottuff wasserführende Schichten erreichte. Lorenz leitete die hydrogeologischen Verhältnisse des Urach-Kirchheimer Vulkangebiets aus den zahlreichen Erkenntnissen der Jura-Karstologen ab und machte sie für seine Eruptions-These fruchtbar, indem er die Analogie zum phreatomagmatischen Vulkantyp anderer Vulkangebiete herstellte.
Die Vulkanaktivitäten wurden durch die radiometrischen Altersdatierungen (K/Ar-Alter) von Lippolt et al. 1973 auf 17–11 Mio. Jahre v. u. Z. in das Miozän datiert, was „auch mit dem biostratigraphischen Alter der fossilführenden Maarsedimente in Einklang steht (Zonen MN5 bis MN8)“. Für Vulkanite des Hohenbol gaben Lippolt et al. ein Alter von 11 Mio. Jahren an. Nach neueren Kalium-Argon-Datierungen ist das maximale Alter des Vulkanfelds aber möglicherweise überschätzt worden. Demnach ginge es auf eine vergleichsweise kurze Periode vor etwa 13 bis 11 Millionen Jahren zurück.

### Einordnung im weltweiten Vulkanismus
Cloos, der damals mehrere gute Aufschlüsse vorgefunden hatte, hatte den Jusi und andere Eruptionspunkte detailliert untersucht und befunden, dass man alle Eruptionspunkte als den einen „Schwäbischen Vulkan“ bezeichnen könne. Zeitweise wurde davon ausgegangen, dass sich der „Intraplattenvulkanismus“ des Urach-Kirchheimer Vulkangebiets über einem Manteldiapir entwickelt hat. Spätere Modelle nehmen eine Entstehung im Rahmen des Westeuropäisches Riftsystems an. Durch den Druck der alpidischen Orogenese entwickelten sich weitreichende Spannungssysteme in der europäischen Kruste. Mit Zentrum im Bereich von Schwarzwald und Vogesen kam es zu einer domartigen Aufwölbung des Erdmantels und dadurch zu einer partiellen Aufschmelzung des Mantelgesteins aufgrund von Druckentlastung. Das Magma erreichte über neue entstandene Spalten und Verwerfungen die Oberfläche, was nur durch Reaktivierung älterer Bruchzonen noch aus der Zeit der variszischen Orogenese möglich war. Je nach Autoren wird weitere Beteiligung eines (umstrittenen) Diapirs unter Eifel und Vogelsberg oder eine Schwächung der Kruste aufgrund des Meteoriteneinschlags im Steinheimer Becken spekuliert.
Lorenz meinte 1982, besser als die von Cloos 1941 eingeführte Bezeichnung „Schwäbischer Vulkan“ sei die Bezeichnung „Urach-Kirchheimer Vulkangebiet“, denn das Zentrum der Eruptionspunkte falle mit dem geologischen Trog „Uracher Mulde“ zusammen. Der Trog wird als ältere Grundgebirgsstruktur interpretiert. Dieses regional-geologische Merkmal nämlich sei das eigentliche Alleinstellungsmerkmal, da fast alle Vulkane des Urach-Kirchheimer-Vulkangebiets dem Typ „phreatomagmatische Eruption“ angehören. Dieser Typus aber sei in anderen Vulkangebieten ebenso anzutreffen: Vulkaneifel, Hegau, Midland Valley, Schottland, Kimberlit, Südafrika, USA, Australien.

### Entstehung und Entwicklung des Schwäbischen Vulkans
Die Vulkangänge entwickelten sich entlang tiefer, tektonisch zerrütteter Klüfte und Spalten, d. h. bevorzugt in tektonischen Schwächezonen (Täler und Karstklüfte). Die Wege erweiterten sich zu fast lotrecht verlaufenden Gängen und Durchschlagsröhren. Die Schlote weisen Durchmesser zwischen wenigen zehn Metern und 1,2 Kilometern auf. Im Weltmaßstab sind sie daher als klein einzustufen. Die Tuffe bestehen vorwiegend aus meist sehr kleinen Lapilli, mit einem kristallinen Kern von Olivin oder Melilith, oder beiden (Mineralen), umgeben von einer Glashaut.
Die ersten Vulkanaktivitäten dürften in vielen Fällen ähnlich abgelaufen sein: Mehr oder weniger zahlreiche Einzeleruptionen pro Schlot, mehrere Tage bis Monate dauernd. Ablagerung von Auswurfmaterial als Kraterwall und lateral über einige Kilometer, auch einige vulkanische Bomben. Es gab keine Lavaablagerungen. Die Spuren an den Oberflächen sind längst abgetragen. Die juvenilen Pyroklasten in den Schloten – Asche, Lapilli – und kantige sowie gerundete Xenolithe sind im Laufe der Zeit verdichtet und abgesackt (Herkunft der Xenolithe: Oberer Erdmantel, variszisches Grundgebirge, mesozoisches Deckgebirge). Heute liegen über den meisten Schloten dünne Jura-Deckschichten und darüber noch zumeist dünne, nährstoffarme Verwitterungsdecken, auf denen sich viele, diesen Verhältnissen gut angepasste Pflanzengemeinschaften angesiedelt haben: artenreiche Weidegräser, seltene, wertvolle Blumen wie z. B. Orchideen. Auf dem Albteil des Urach-Kirchheimer Vulkangebiets sind heute flächig ausgedehnte Buchenwälder prägend.
Beim Durchschlagen der (grund-)wasserführenden Schichten kam es zu heftigen Wasserdampfexplosionen, die Trichter bildeten. Dabei stürzte ein Teil der Tuffe zusammen mit Trümmern der durchschlagenen Juradeckschichten in die Schlotöffnungen zurück, und infolge von Tuffentgasung sackten die Trichterfüllungen ab. In den oberen, unverfüllten Teilen der Trichter bildeten sich wassergefüllte Maare. Bei späteren Ausbrüchen weiteten sich Schlotgänge und führten zu weiteren Dampfexplosionen, bis das Wasser überall aufgebraucht war. Nach den sehr langen Prozessen von Abtragung, Verwitterung, Sedimentation und Kompaktion findet man heute Tuffite in den Schlotresten in geschichteter und ungeschichteter Form vor (Pyroklasten und Nicht-Pyroklasten). So werden die Reste noch heute vorgefunden.
Im Fall der beiden Pseudo-Zeugenberge Jusi und Aichelberg hat Cloos bis zu 300 m große „Sinkschollen“ aus nicht mehr existierenden stratigraphisch höheren Juraschichten im Schlottuff festgestellt, die zwar mehr oder weniger zerrüttet, aber noch in ihrem ursprünglichen Schichtverband erhalten seien. Lorenz hat jedoch die von Cloos behauptete mechanische Genese dieser Sinkschollen – sie hätten sich langsam „aus ihrem ursprünglichen Gesteinsverbund“ gelöst und seien dann langsam im „aufsteigenden Gas-Aschen/Lapilli-Strom“ abgesunken – als unhaltbar verworfen. Wegen ihrer enormen Größe seien diese Schollen vielmehr in calderaartigen Erweiterungen der initialen Förderschlote ausgebrochen und dann mit abgesackt.
Nur in einigen wenigen Vulkanschloten intrudierte in Nachschüben auch Magmaschmelze in schmalen Kanälen bis in die heutigen Aufschlussbereiche der Tuffe. Cloos beschreibt eine Intrusion im Jusi. Die Intrusionen enthalten viele verschiedene Mineralien, u. a. auch Olivin und Melilith. In der Geokarte sind 22 Eruptionspunkte mit massigen Olivin-Melilithen eingezeichnet.
Der ursprünglich postulierte Zusammenhang zwischen Wärmeanomalie und dem Vulkanismus des Urach-Kirchheimer Gebiets (Thermalbäder von Beuren und Bad Urach) muss „auf andere Ursachen in erdgeschichtlich jüngerer Vergangenheit zurückgeführt werden.“

## Bedeutende Einzelvulkane
Der Vulkanschlot bei Scharnhausen (9 km südöstlich Stuttgart), nördlichster Außenposten des Urach-Kirchheimer Vulkangebiets im Albvorland, liegt auf 310 m ü. NHN. Es ist der mit ca. 700 m zum heutigen Albplateau am stärksten erodierte Vulkanschlot und der einzige im vorjurassischen Keuper, wo Ober-, Mittel- und Unterer Jura abgetragen sind. Branco stellte durch eine 7-m-Bohrung wenig später sicher, was für die Geologie von Baden-Württemberg bedeutend war: „…ein armseliger kleiner Aufschluß, in welchem vom Besitzer vulkanischer Tuff gegraben wird“ enthält tatsächlich jurassische Bruchstücke „bis hinauf zum Weißen Jura beta.“ Damit war der Beweis erbracht, „dass also die Alb damals sich mindestens noch bis in die Gegend von Stuttgart erstreckte.“ Der Weißjurafund lieferte außerdem „zum ersten Male einen relativen Maßstab, wenn auch nur für den Mindestbetrag,“ dass der „Nordrand der Alb mindestens um ungefähr 23 Kilometer nach Süden zurückgewichen“ ist. In der Geokarte 7221 Stuttgart-Südost, Auflage von 1960, ist der Vulkanschlot mit ca. 60 m Durchmesser eingetragen.

### Als Vulkan erkennbare

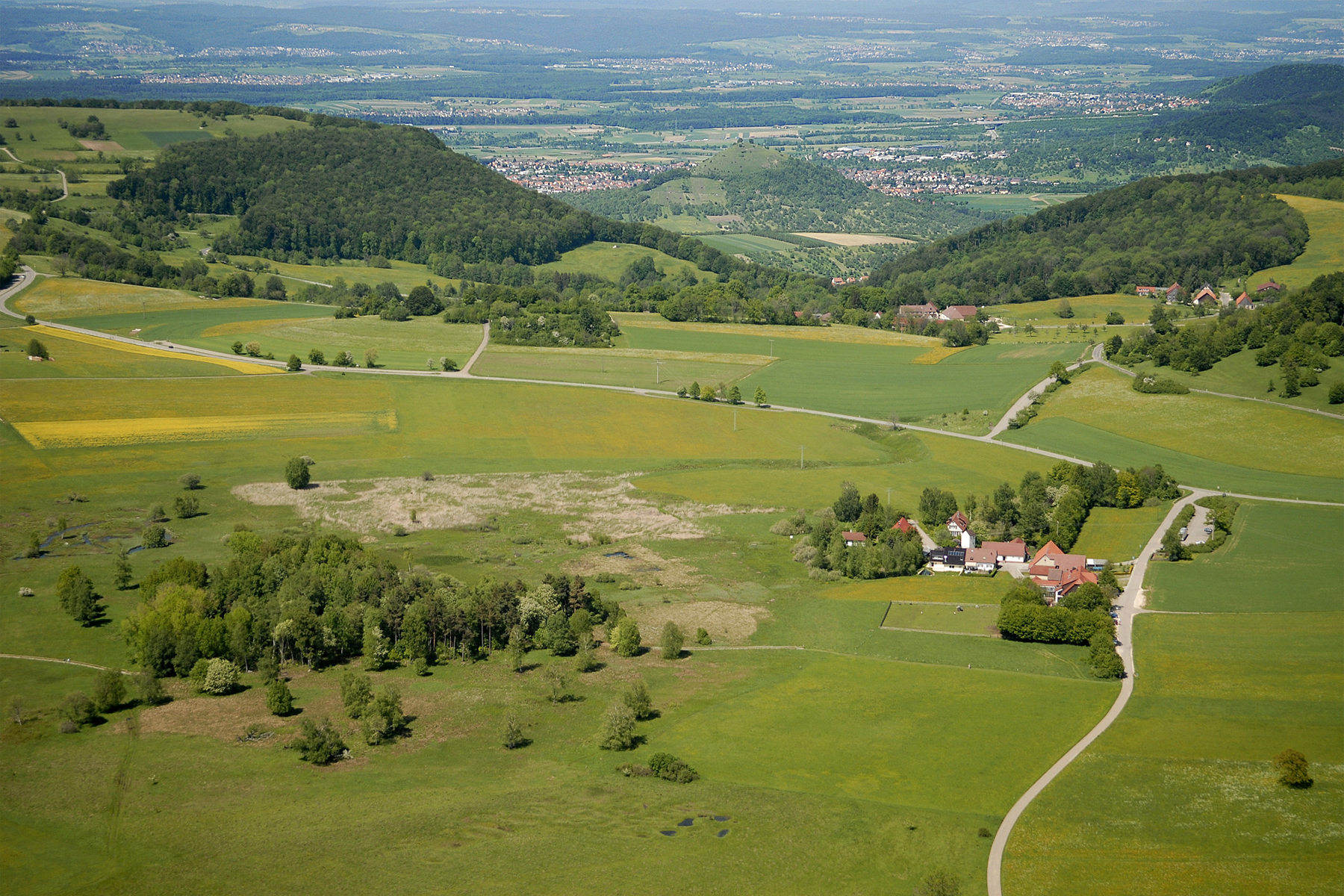
3 Vulkane: Schopflocher Torfmoor, Randecker Maar, Limburg

Einige Vulkanformen sind auch heute noch gut erkennbar und deswegen allgemein bekannt. Dazu gehören das Randecker Maar (Mäussnest: ~1,2 km, NSG), das Schopflocher Moor (Mäussnest: ~500 m, NSG) und die Limburg (Mäussnest: ~500 × 750 m, NSG). Ebenfalls landschaftsprägend sind Molach (Mäussnest: ~220 × 350 m), Konradfels (Mäussnest: ~120 × 150 m), Schlottuff und glatt durchschlagene Jurawand eines kleinen Vulkans an der Neuffener Steige (Bezeichnung bei Mäussnest: „Wendenberg“, ~150 m. In der Geokarte mit ~100 m eingetragen) und der dem Teckberg angrenzende Kegelberg Hohenbol (Mäussnest: ~420 × 550 m, NSG) bei Owen. Direkt neben dem Hohenbol befindet sich der Götzenbrühl, wo früher auch Olivin-Melilithit abgebaut wurde.
Die zwei kleinen Eruptionspunkte Wendenberg und Konradfels am westlichen bzw. östlichen Steilhang der Erkenbrechtsweiler Halbinsel sind geologische Anschauungsobjekte. Am Rand des Wendenbergschlotes ist geradezu exemplarisch aufgeschlossen, wie die ehemals heiße Tuffmasse den gebankten Weißjura (Untere Felsenkalk-Formation, ki2, Malm delta), total glattkantig durchschlagen hat. Durch die Erosion des Tales der Lenninger Lauter ist der kompaktierte, verbackene Schlotinhalt des Konradfelsens als harte Schlotnadel auf viele Meter ganz freigelegt.

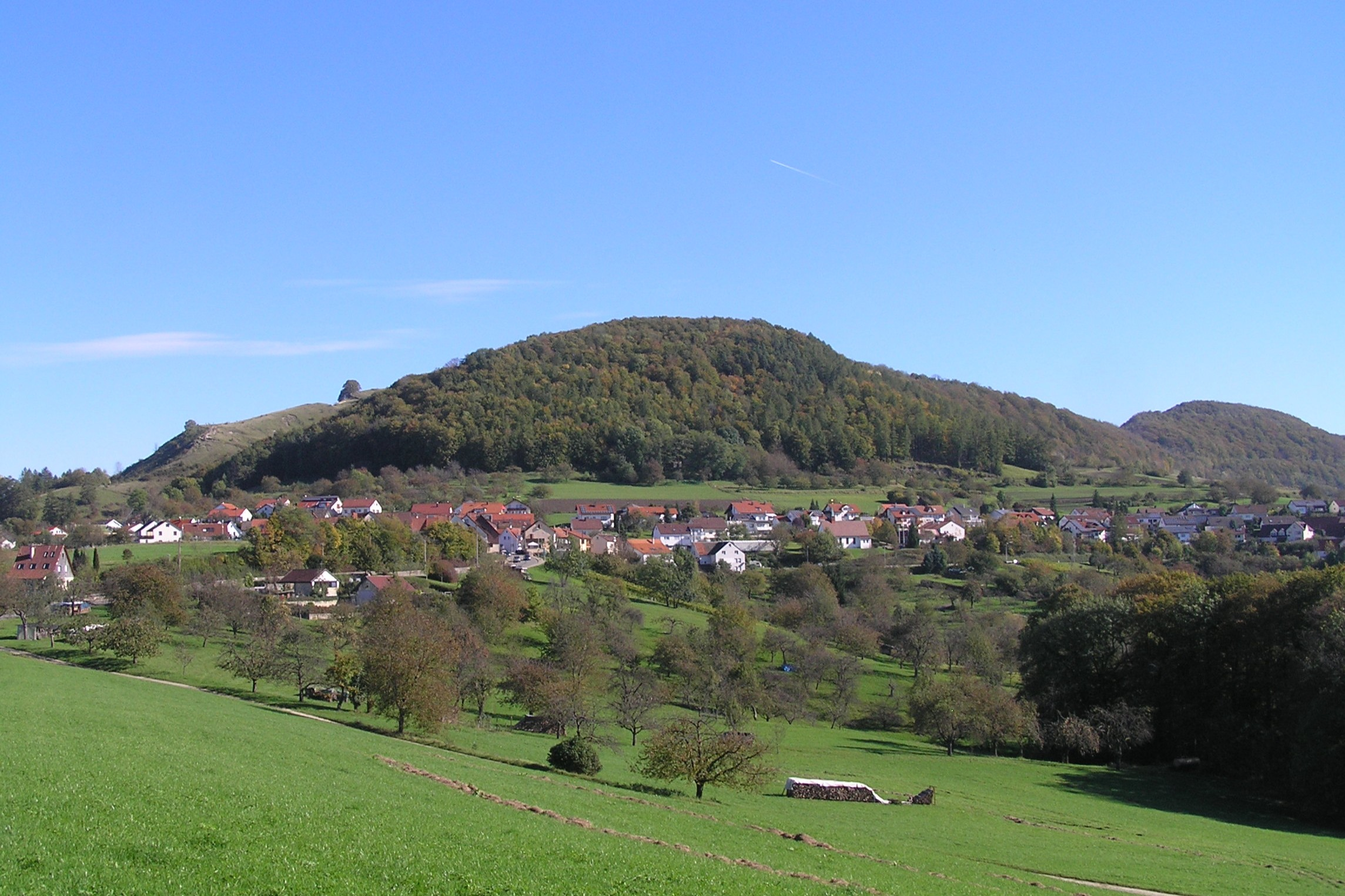
Pseudo-Zeugenberg Jusi, zweitgrößter „Schwäbischer Vulkan“

Der Schlot des Jusi (Mäussnest: ~1000 m, NSG) ist nach dem des Randecker Maars der zweitgrößte des Urach-Kirchheimer Vulkangebiets. Ein viel benutzter steiler Pfad führt zu der baumlosen Aussichts-Plattform (673 m ü. NHN) des über 4 km (sic!) weit ins Albvorland ragenden Ausliegers. Der Sporn ist an der Schmalseite zum Dettinger Ermstal als großes Naturschutzgebiet Jusi-Auf dem Berg gesetzlich geschützt.

### Vulkane des Albplateaus
Auf dem relativ ebenen Albplateau sind zahlreiche Gelände-Eintiefungen erkennbar, die als relativ guterhaltene Reste von vulkanischen Maartrichtern interpretiert werden. Anders als im Alb-Vorland wurden die Schlottops auf dem Plateau nur um maximal 200 m erodiert. Soweit die trichterähnlichen Eintiefungen nicht gänzlich besiedelt wurden, haben die wasserstauenden Pyroklasten Feuchtgebiete (z. B. das Biotop Molach), oder Hülen (z. B. die im Dorf Zainingen, Vulkan bei Mäussnest: ~650 × 370 m) erhalten. Zahlreiche besiedelte Eintiefungen (z. B. Donnstetten, Vulkan bei Mäussnest: ~630 m) linderten die frühere Wasserknappheit der Albdörfer durch Nutzung von kleinen Karstquellen, oder Hülen, oder sie bohrten Brunnen.

### Geophysikalische Ausnahmeerscheinungen
Die Schlotschmelzen enthalten Mineralien, die ausgeprägte magnetische Eigenschaften haben. Daraus ergeben sich magnetische Anomalien gegenüber dem allseits vorhandenen Erdmagnetismus. Im Gipfelbereich des Konradfels und des aus den Mitteljuraschichten herausragenden kleinen Kegelbergs Calver Bühl (Mäussnest: ~120m), westlich Dettingen an der Erms wurden besonders starke Magnetisierungen vorgefunden, die als Blitzmagnetisierung interpretiert werden. Hier werden Magnetnadeln normaler Kompasse stark abgelenkt. Nur in sehr wenigen Fällen sind Vulkanite von Schloten heute noch an Oberflächen sichtbar; nur mit den von Mäussnest erstmals implementierten hochsensiblen geophysikalischen Messmethoden konnten noch viele Schlote neu aufgefunden und die Funde mehr als verdoppelt werden.
Bei den Eruptionspunkten Eisenrüttel (NW Dottingen (Münsingen), Mäussnest: ~800 × 500 m, NSG Höhnriß-Neuben) und Sternberg (bei Gomadingen, Mäussnest: ~40 m) wurden schon immer massenhafte Basalteruptionen angenommen. Am Eisenrüttel wurde von 1867 bis 1900 Basalt abgebaut und im staatlichen Basaltquetschwerk Georgenau zu Straßenschotter verarbeitet. In den ehemaligen Steinbrüchen haben sich Feuchtgebiete entwickelt. 2009 konnte durch mehrere unterschiedliche, geophysikalische Messmethoden (Geomagnetik, Geoelektrik) nachgewiesen werden, dass es sich beim Sternberg um „effusiven melilithischen Vulkanismus“ handelt, dessen Vulkanite wohl „Überreste eines fossilen Lavasees“ sind. Es wird davon ausgegangen, dass massige Olivin-Melilithe in einer zweiten Phase nach phreatomagmatischen, trichterbildenden Eruptionen entstanden. Der Basaltschlot wurde auf maximal 45–50 m Durchmesser berechnet. Die Vulkanite des Sternbergs haben ein Alter von ~16 Mio. Jahren. Der Sternberg ist einer der wenigen Eruptionspunkte auf dem Albplateau, die nicht als Gelände-Eintiefungen übriggeblieben sind. Der Vulkan überragt als Härtling mit ca. 844 m ü. NHN die Kuppen der Umgebung. Vielleicht ist die ehemalige miozäne Landoberfläche im Bereich des Sternbergs durch Abtragung bis heute nur wenige Meter tiefer gelegt worden.
Bei Grabenstetten liegt ein aufgeschlossener Basaltgang (ca. 1500 m lang, 1 m breit), der keinen Vulkanschlotcharakter hat. Heute sind im Vulkangebiet keine weiteren Gänge aufgeschlossen.

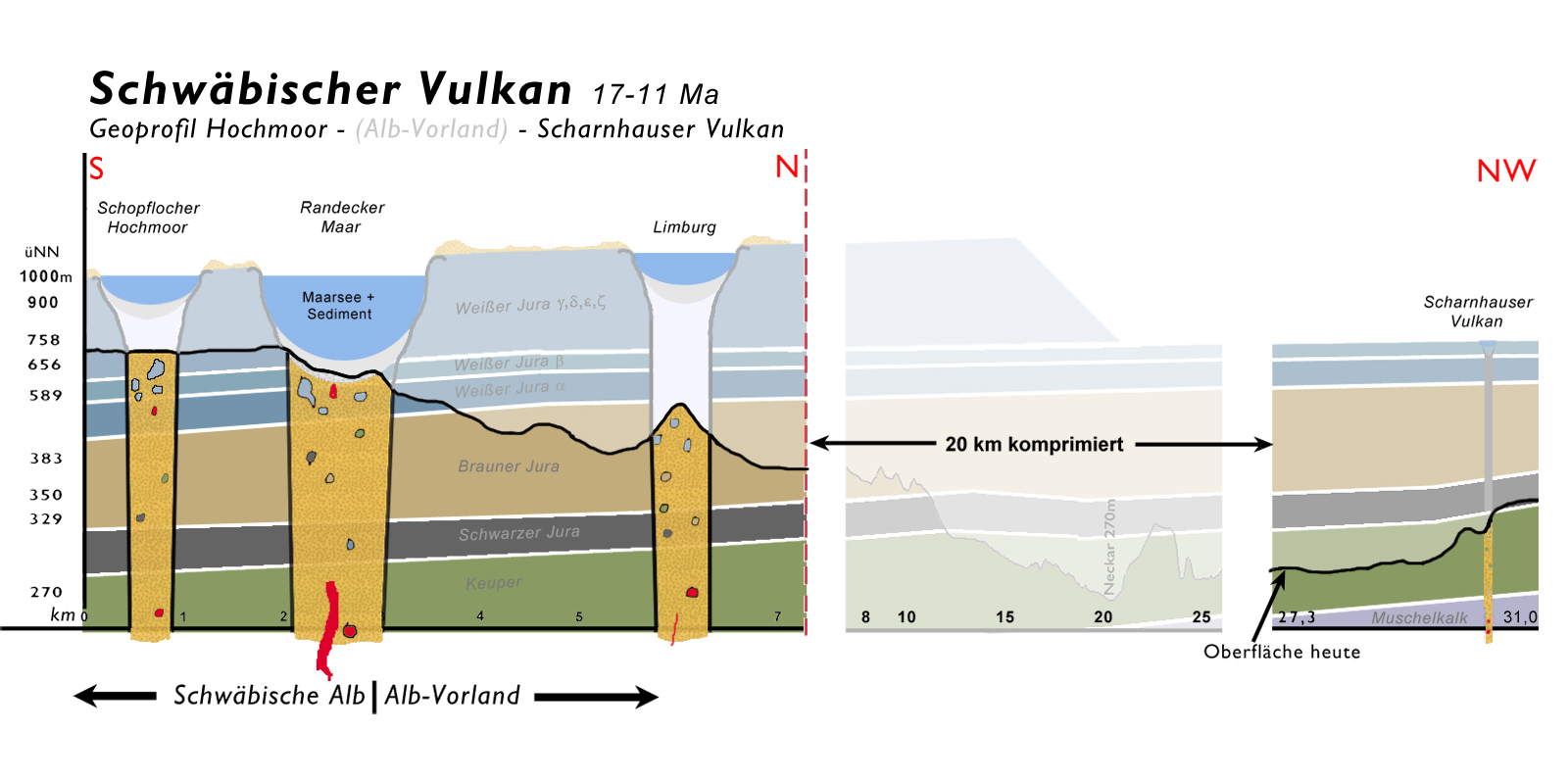
Profil „Schwäbischer Vulkan“, Plateau und Alb-Vorland
phreatomagmatischer Vulkan, Schema
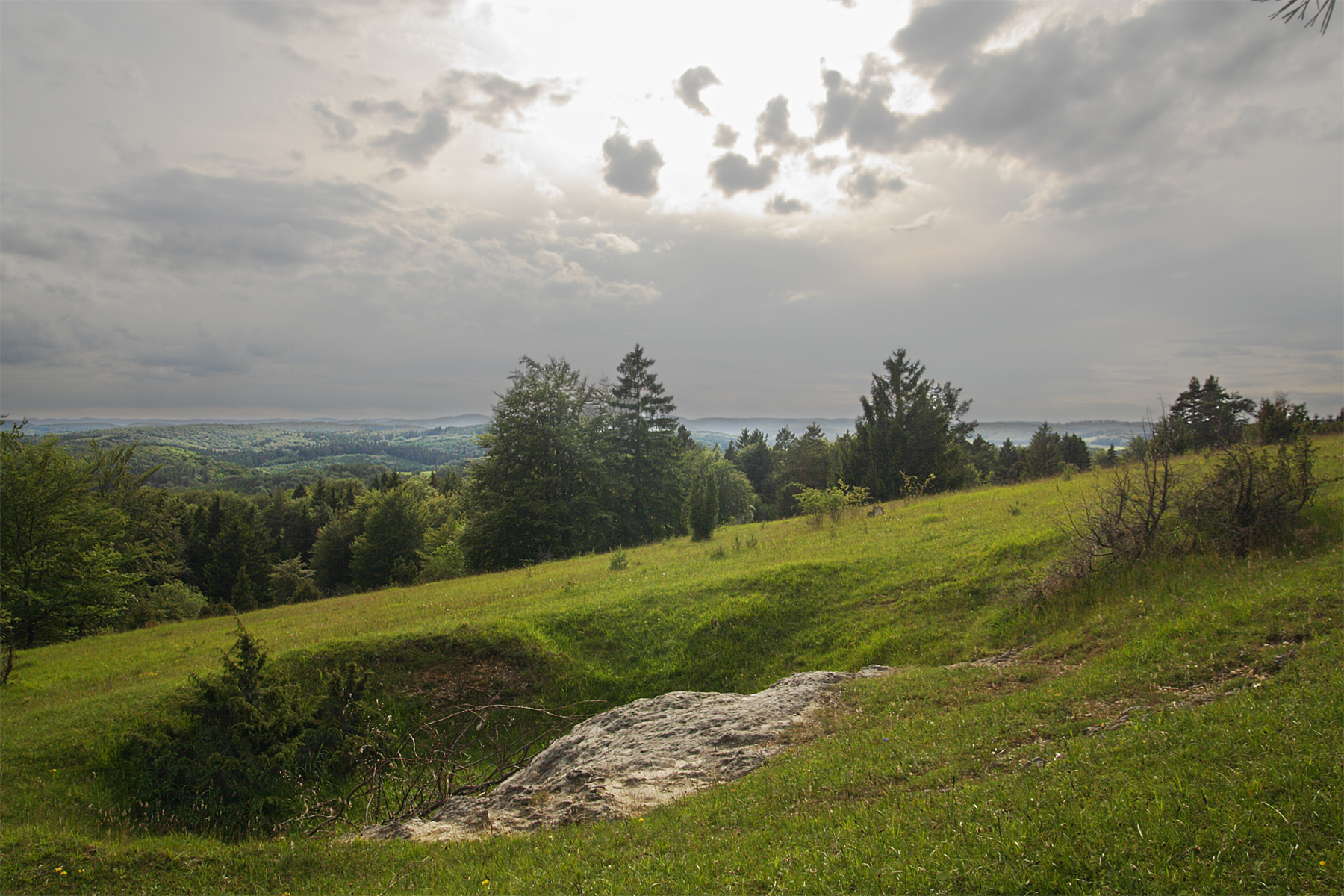
Vulkan Sternberg bei Gomadingen, leicht verbuschte Wacholderheide auf dem Südhang
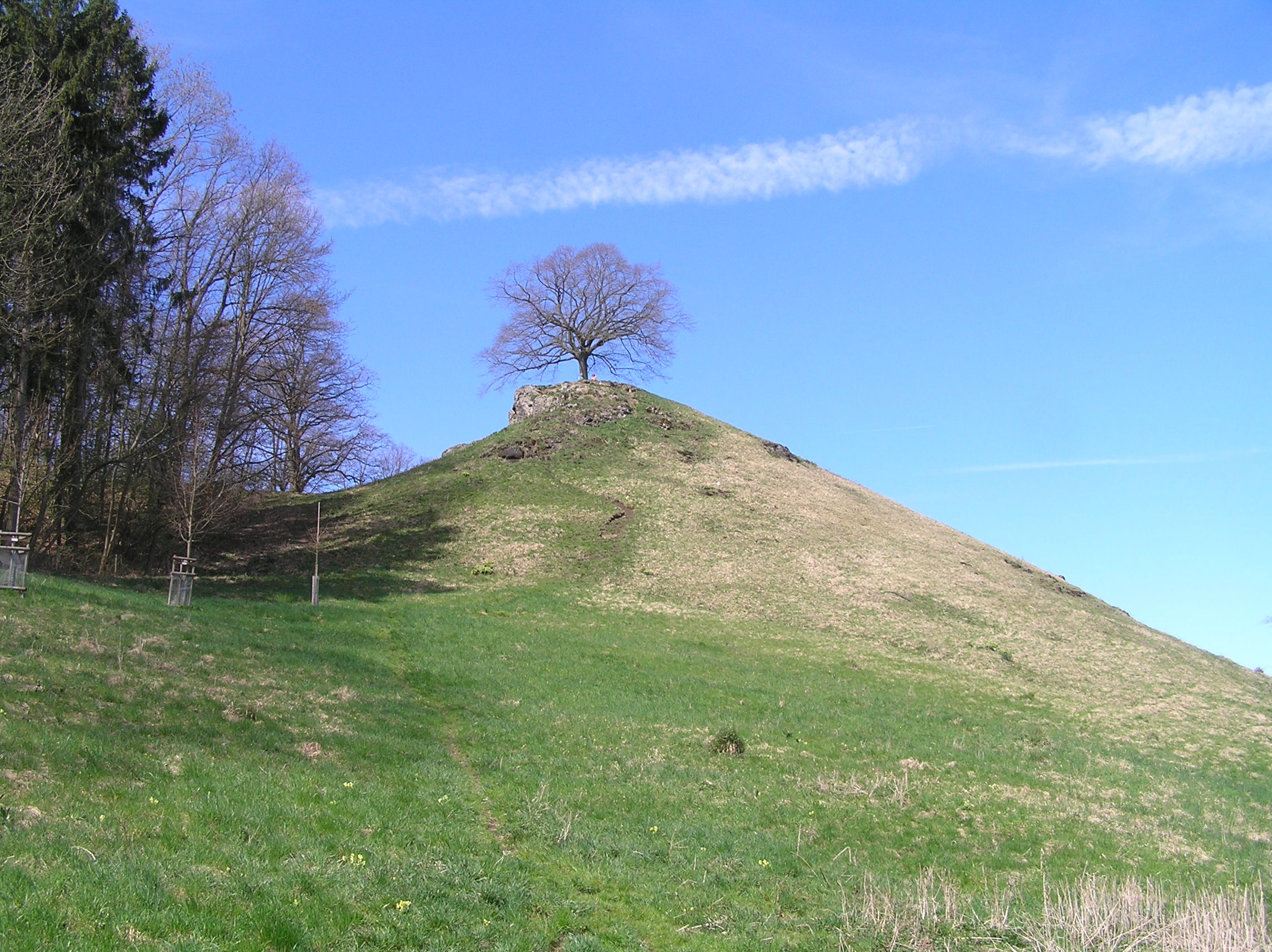
Calver Bühl, stark magnetisierter Vulkanschlot am Talhang der Erms bei Dettingen

## Typische Gesteine

### Böttinger Marmor

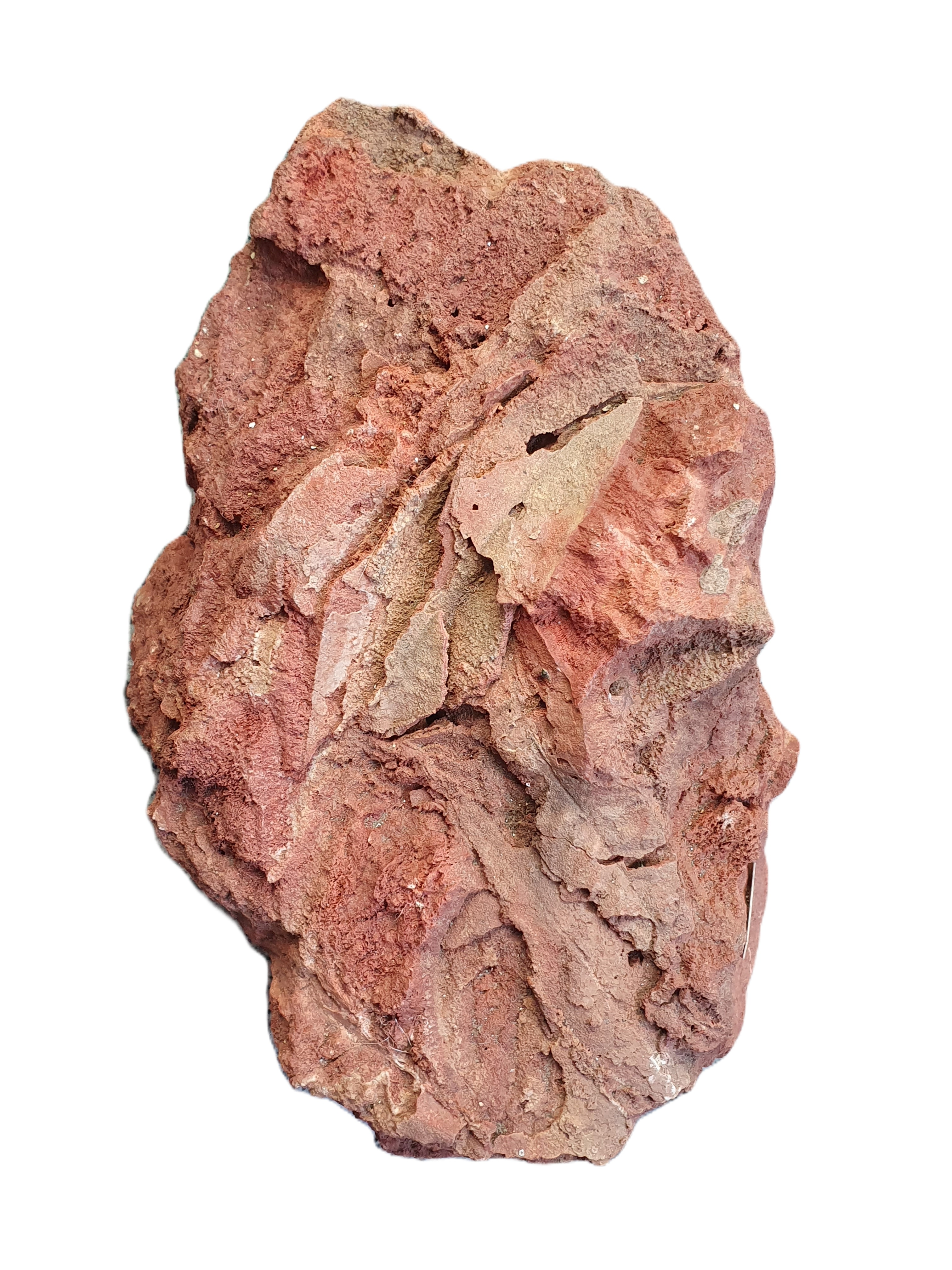
Böttinger-Marmor-Handstück mit fossilen Pflanzenabdrücken auf der Oberfläche.

Eine besondere Rarität in geologischer, mineralogischer und paläontologischer Hinsicht, wahrscheinlich sogar etwas Einmaliges entstand in der Böttinger Eruptionsmulde (Mäussnest: ~500 × 550 m) östlich von Münsingen. Das emporsteigende Thermalwasser einer großen Randspalte am Eruptionstrichter schichtete alternierend weißen und stark eisenhaltigen (roten) Sinterkalk auf, so dass sich in der ca. 200 × 30 m langen Spalte große Mengen an sogenanntem „gebänderten Böttinger Marmor“ und – weniger wertvoll – an „Wildem Marmor“ bildeten. Die für die Bänderung entscheidenden vertikalen Felsschichtungen sind noch heute gut erkennbar. Der Böttinger Marmor ist im petrographischen Sinne kein echter Marmor, sondern ein Thermalsinterkalk (Travertin). Aus dem Steinbruch in der Felsspalte wurden seit 1763 Platten gewonnen, die zugesägt und poliert zur dominierenden, prachtvollen Täfelung des großen „Marmorsaales“ des „Neuen Stuttgarter Schlosses“ wurden. Nach Weltkriegs-Zerstörung des Schlosses wurde u. a. der Marmorsaal ab 1955 erneut mit frisch gebrochenem Böttinger Marmor neu errichtet. Ein ähnliches, aber weniger bekanntes Beispiel ist der Rote Steinbruch bei Riedöschingen im Schwarzwald-Baar Kreis. Der Riedöschingen-Thermalsinterkalk hat eine ähnliche Entstehung, wird jedoch dem Hegauvulkanismus zugeordnet.

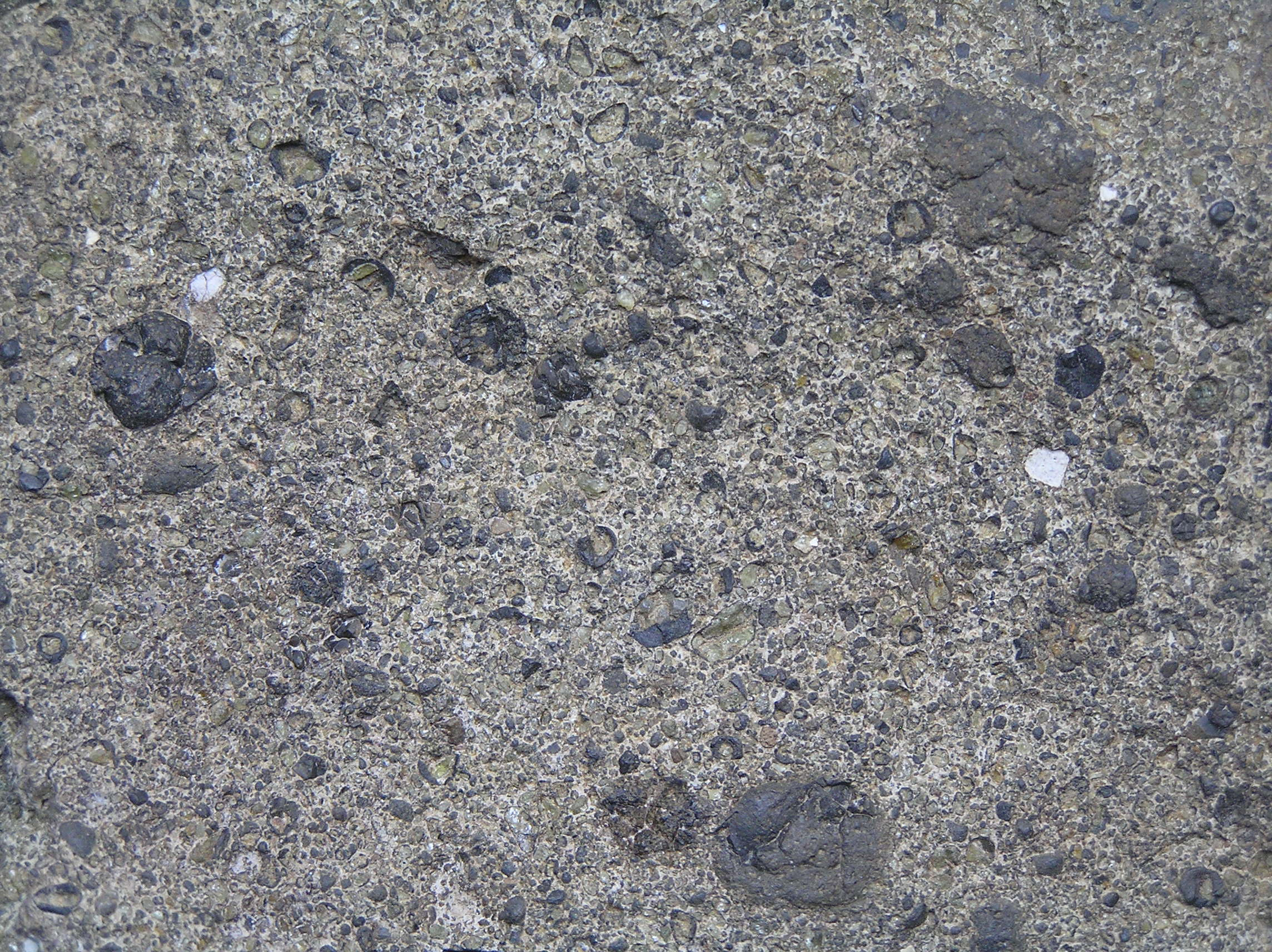
Lapilliführender Tuffit vom Calverbühl
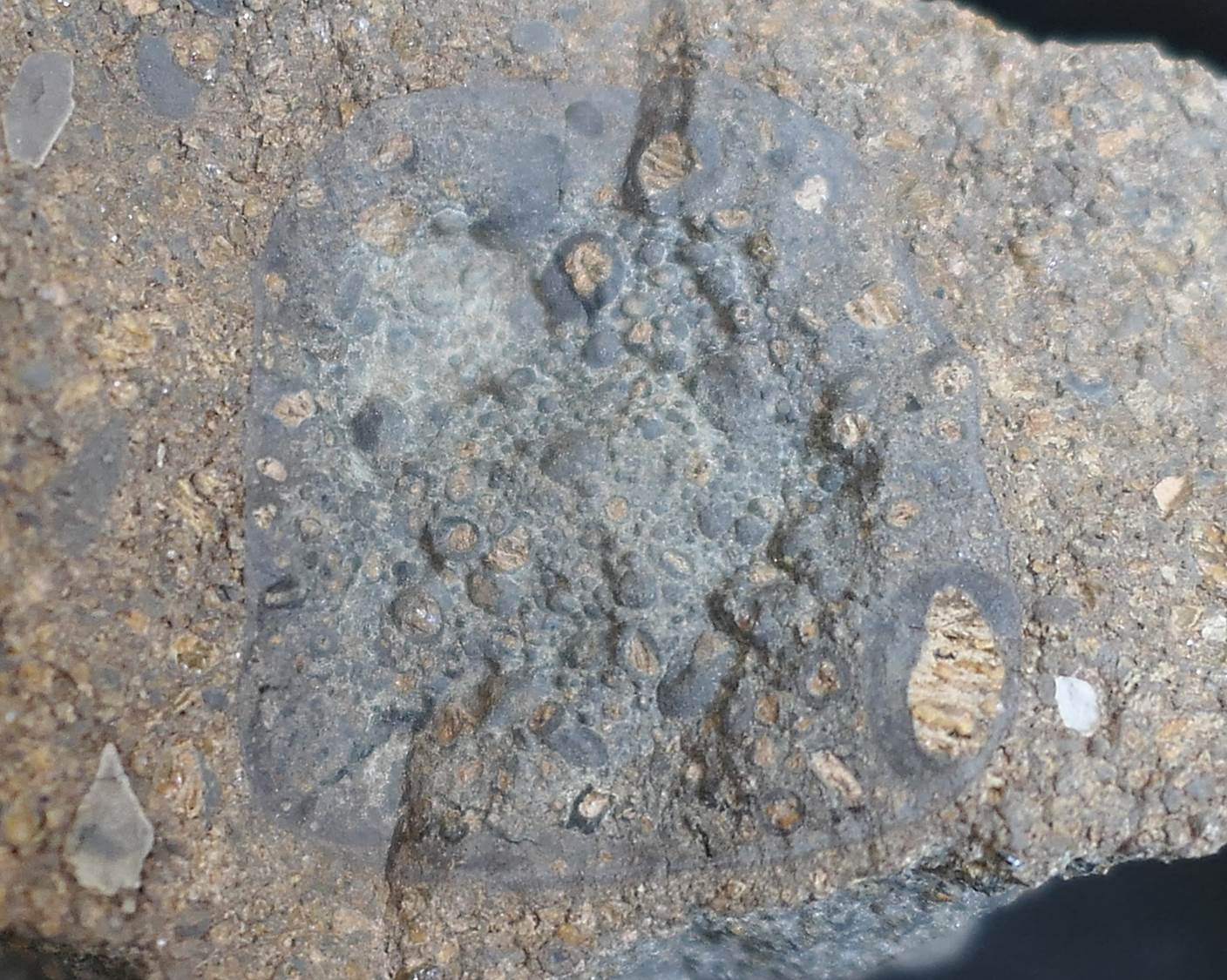
Gerundete Komponente im Tuffit, die sich aus zahlreichen Lapilli zusammensetzt (Calverbühl)
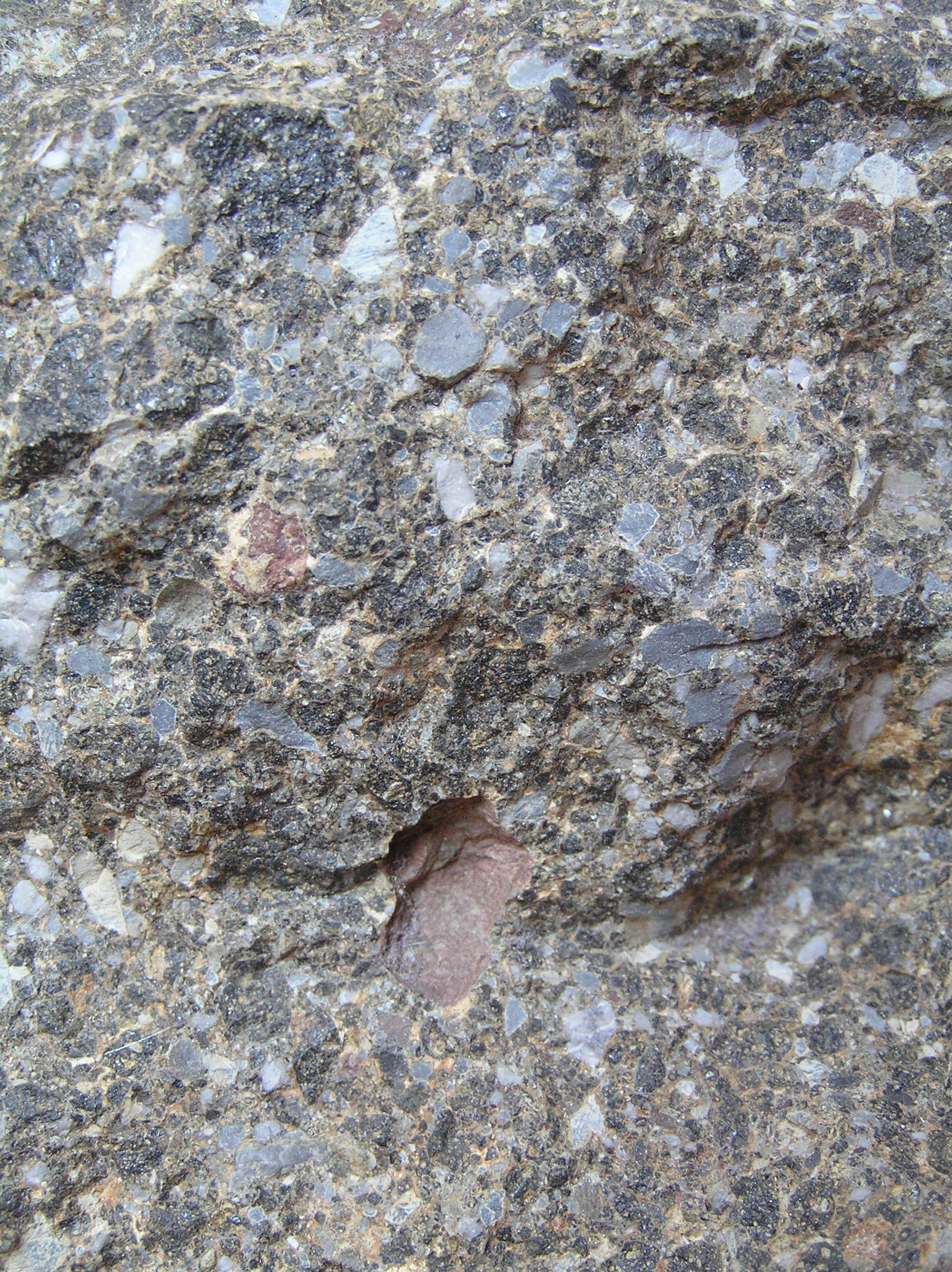
Tuffit vom Hohenbol
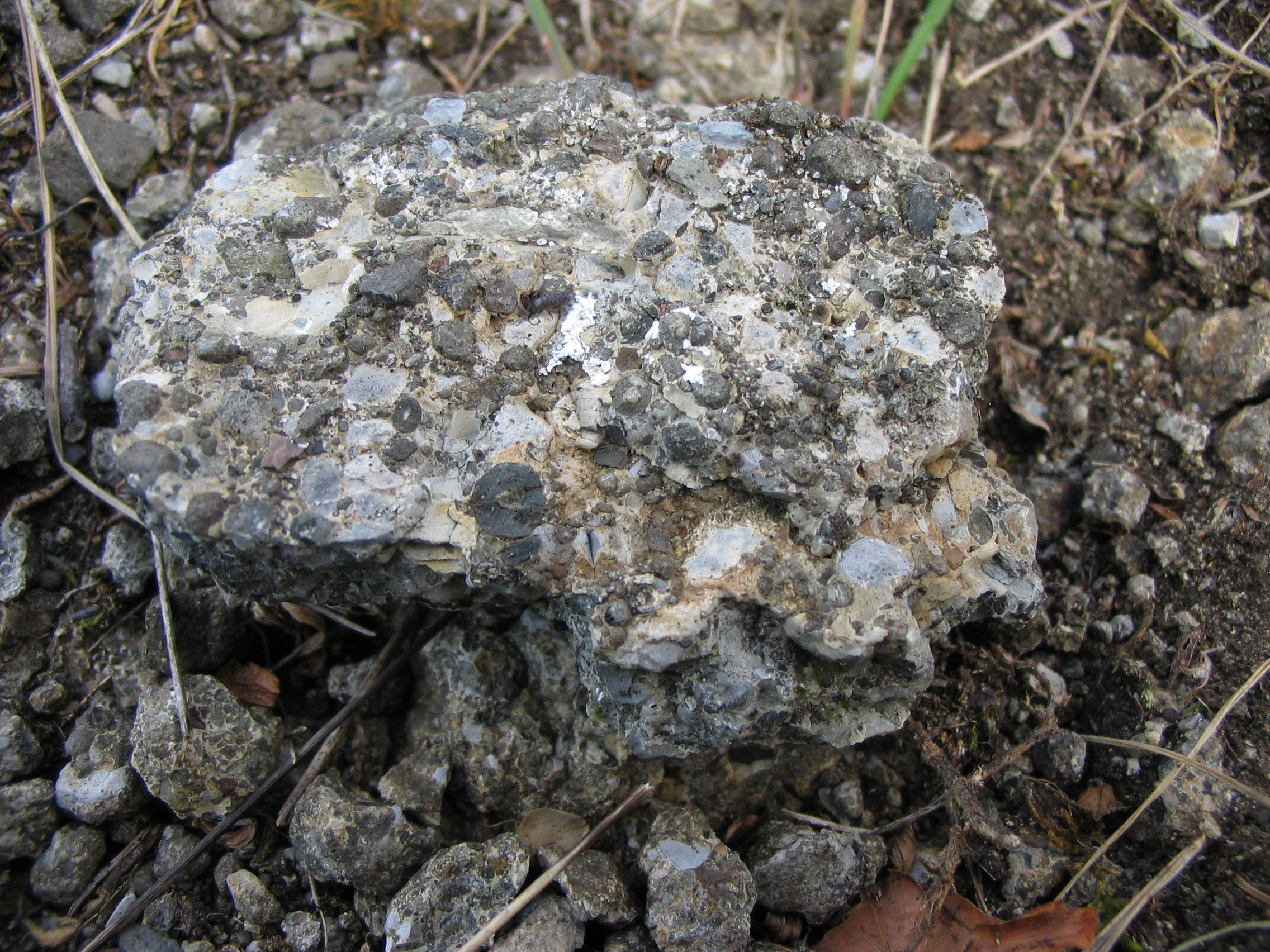
Mit schwarzem Tuffgestein verbackene pyroklastische Brekzien
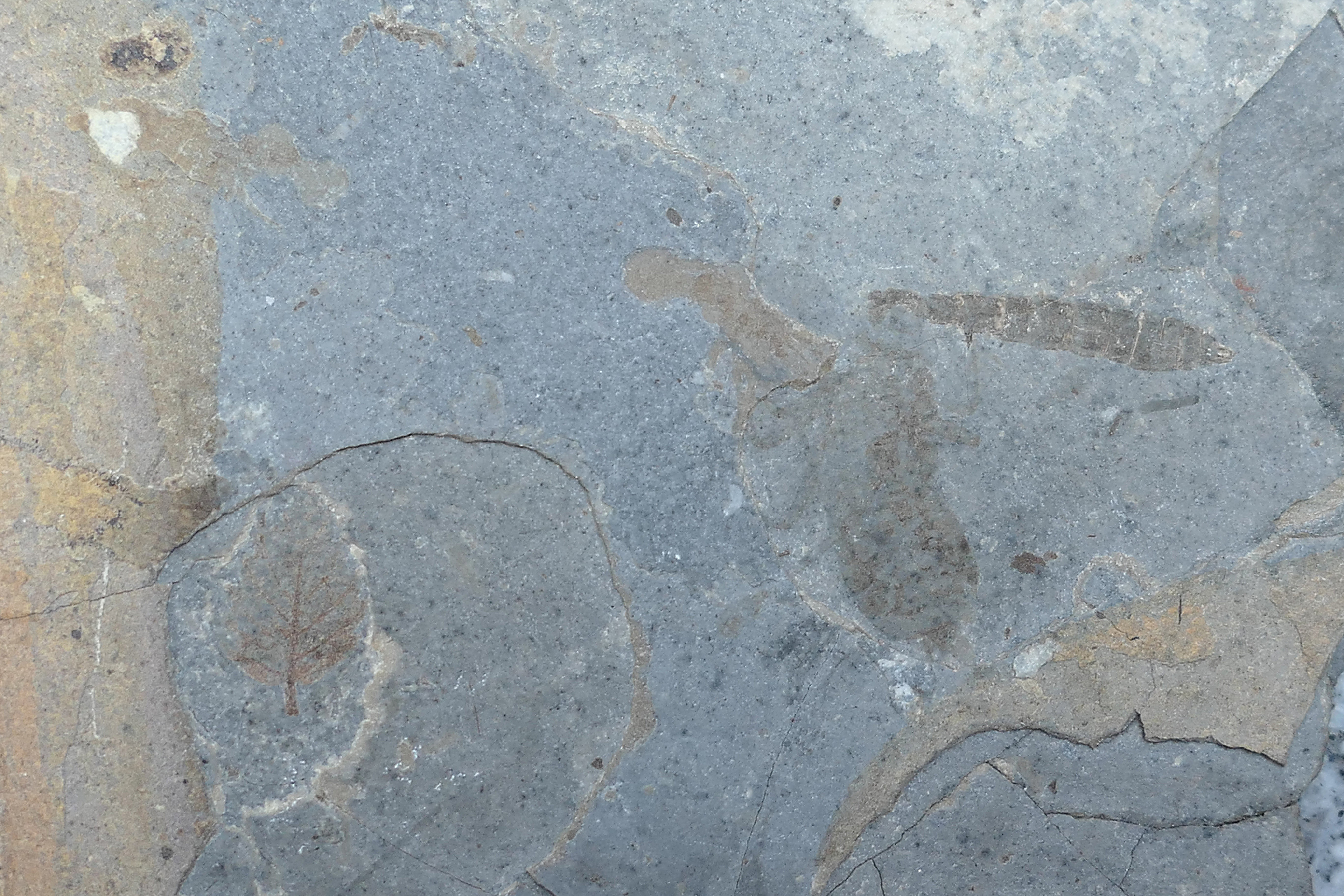
Bituminöse Blätterkohle oder Dysodil aus dem Randecker Maar. Im Handstück sind mehrere Fossilien zu erkennen, die im Maarsediment des Randecker Maars konserviert wurden.
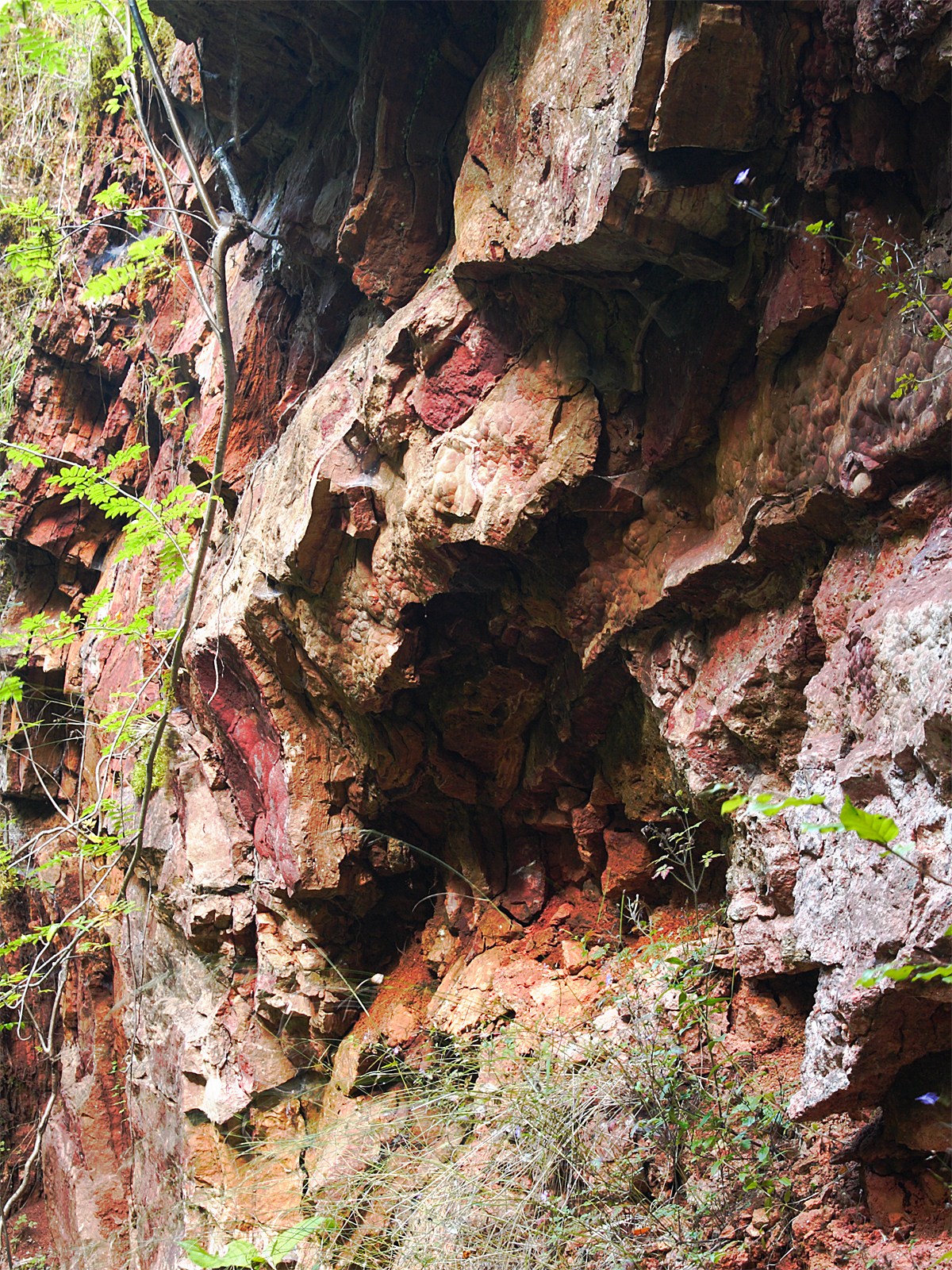
„gebänderter Böttinger Marmor“, polierbare Sinter-Platten aus der Vulkanspalte